# Изки (село)
И́зки (укр. Ізки) — село в Пилипецкой сельской общине Хустского района Закарпатской области Украины.

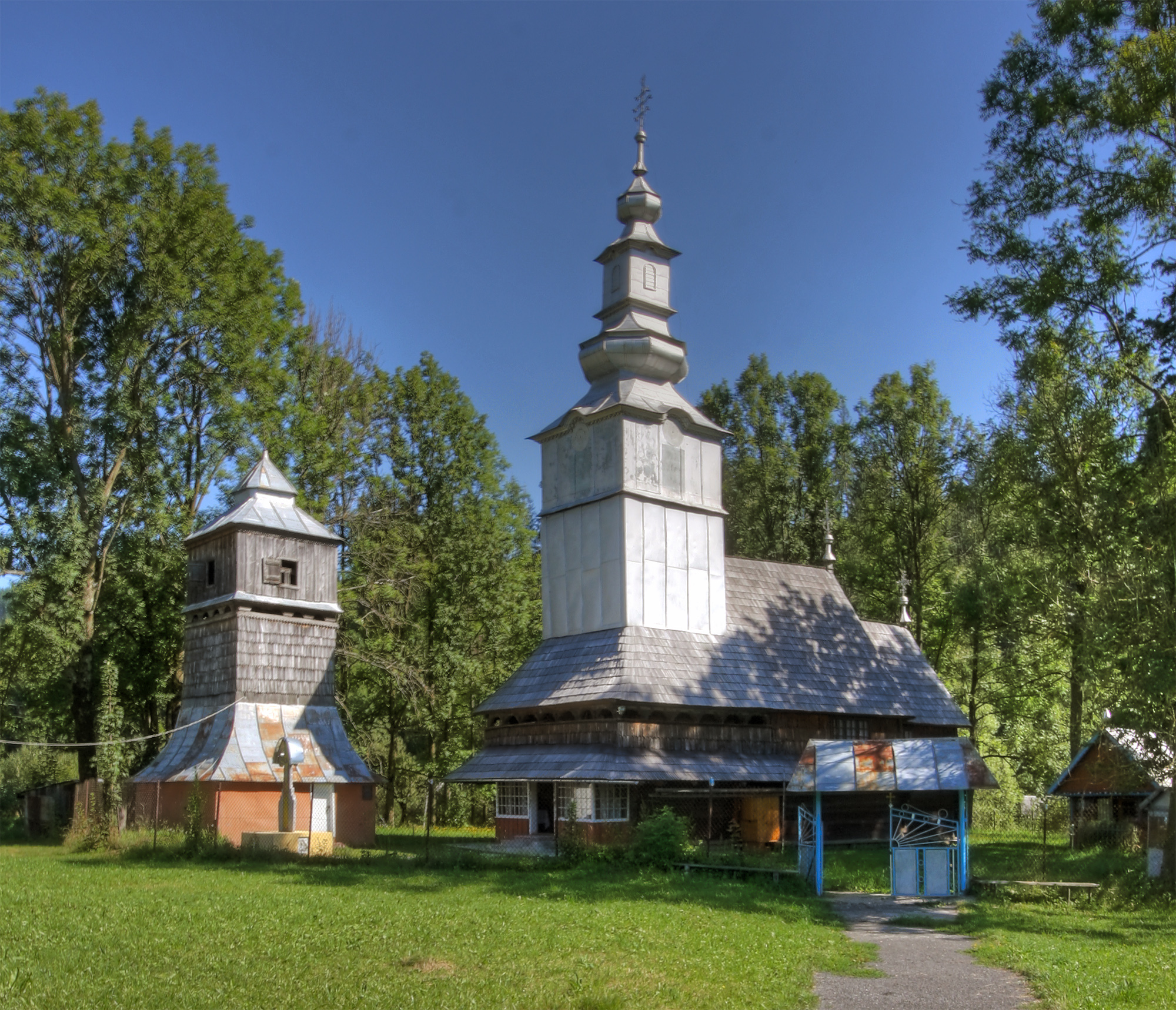
Церковь Св. Николая Чудотворца

Население по переписи 2001 года составляло 811 человек. Почтовый индекс — 90020. Телефонный код — 3146. Код КОАТУУ — 2122481601.

## Туризм
Достопримечательность: деревянная Церковь Святого Николая Чудотворца. Начало XVIII века, перестроена в 1798 году.
В селе расположен горнолыжный курорт.